# Elias Haffter (Mediziner, 1851)
Elias Haffter (* 13. Februar 1851 in Weinfelden; † 4. August 1909 in Frauenfeld) war ein Schweizer Arzt und Reiseschriftsteller. Er gehörte zu den herausragendsten Standespolitikern der Schweizer Ärztegesellschaft und war ein Förderer der thurgauischen Musikszene.

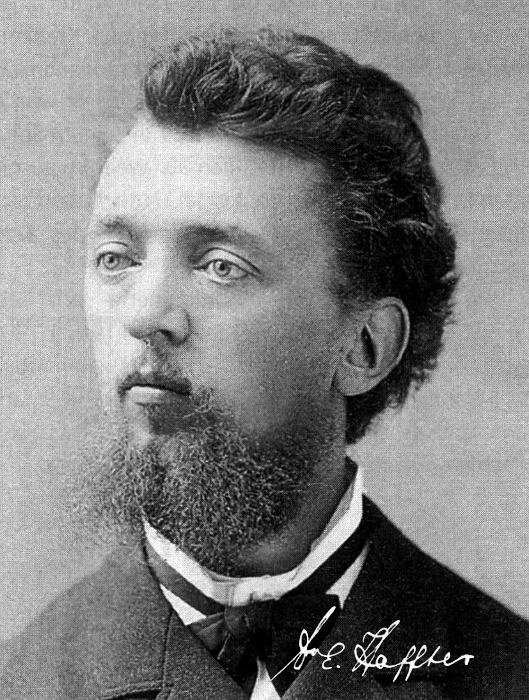
Elias Haffter (1883)

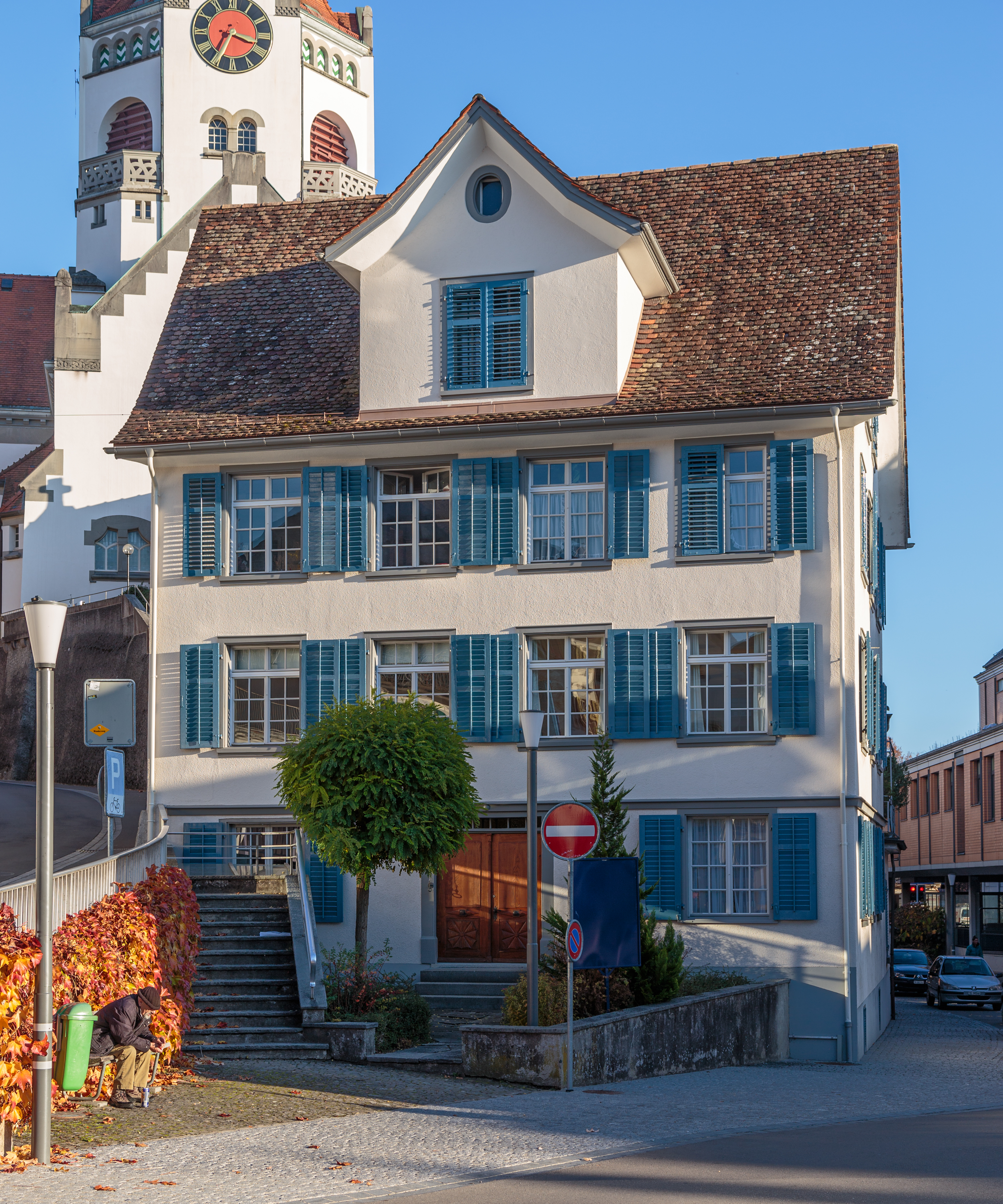
Elternhaus in Weinfelden

## Leben und Werk
Elias Haffter war das zweitjüngste von vierzehn Kindern des Arztes Elias Haffter und der aus Sulgen stammenden Susanna, geborene Munz (1806–1870). Er wuchs im sogenannten Doktorhaus an der Kirchgasse 1 in Weinfelden auf. Haffter war musisch begabt und spielte zeitlebens die Geige. Zusammen mit seinem Bruder Konrad und Freunden spielte er Kammermusik, wobei er meistens den Part der Bratsche übernahm.
Nachdem Haffter die Primar- und Sekundarschule in Weinfelden und die Kantonsschule in Frauenfeld absolviert hatte, studierte er ab 1870 an der Universität Zürich Medizin. Das Studium schloss er 1874 zusammen mit Ernst von Sury erfolgreich ab. Sein postgraduales Studium absolvierte Haffter im Sommersemester 1874 in Leipzig, wo er bei Ernst L. Wagner pathologische Studien betrieb. Ihr Erfolg war, dass er noch im selben Jahr an der Universität Basel mit einer Arbeit über Dermoide promoviert wurde.
1874 wählte ihn der thurgauische Regierungsrat zum Assistenten von Spitalarzt Alexander Otto Kappeler in Münsterlingen. Zweieinhalb Jahre später musste Haffter wegen einer schweren Infektion, die er sich während einer Sektion zugezogen hatte und von der er sich nie mehr richtig erholen sollte, aus dem Spitaldienst ausscheiden. Wegen der immer wiederkehrenden Episoden seiner chronischen Nierenkrankheit verbrachte Haffter viele Kuraufenthalte. Er unternahm zahlreiche Reisen u. a. nach Ceylon, Java, China, Japan, San Francisco und mit dem Zug quer durch Amerika, nach New York, um anschliessend per Schiff wieder nach Europa zu fahren. Über seine Reiseerlebnisse berichtete Haffter regelmässig in Zeitschriften und in der Thurgauer Zeitung. Er brachte von seinen Reisen auch Andenken und Anschauungsmaterial mit, und sein Buch «Briefe aus dem Fernen Osten» erfuhr im Lauf der folgenden dreissig Jahre mehrere Auflagen, noch über seinen Tod hinaus.
1875 wurde Haffter als Militärarzt rekrutiert und leistete für die nächsten einundzwanzig Jahre mindestens einmal im Jahr als Arzt Militärdienst. 1891 wurde er zum Oberstleutnant und Divisionsarzt der 7. Division befördert. 1879 eröffnete Haffter in Frauenfeld seine eigene allgemeinmedizinische und chirurgische Arztpraxis und wohnte mit seiner Schwester und deren Freundin bis zu seinem Tod im selben Haushalt. Von 1884 bis 1897 war er Mitglied der Eidgenössischen Prüfungskommission für Mediziner. 1894 gründete er den Krankenpfleger-Verein Frauenfeld und stand dem Verein bis zu seinem Tod als Präsident vor. 1897 wurde er Leiter der neu eröffneten Krankenanstalt Frauenfeld. 1908 verschlimmerte sich sein langjähriges Nierenleiden, sodass er 1909 um seine Entlassung als Spitalarzt nachsuchen musste. Kurze Zeit darauf verstarb er in seinem Haus «Daheim» an der Staubeggerstrasse in Frauenfeld.
Haffter gehörte zu den herausragendsten Standespolitikern der Schweizer Ärztegesellschaft. Unter seiner Ägide gelang es 1901, die ärztlichen Vereine der deutschen, der italienischen und der welschen Schweiz in einem Verband zu vereinen. Haffter förderte die thurgauische Musikszene und war Präsident des Oratoriengesangsvereins Frauenfeld.

## Schriften
- als Hrsg.:  Dr. L. Sonderegger in seiner Selbstbiographie und seinen Briefen. Huber, Frauenfeld 1898.
- Briefe aus dem Fernen Osten. In: Zentralbibliothek Zürich. J. Huber Verlag, Frauenfeld 1885.